# Karim Benzema
Karim Mostafa Benzema (sinh ngày 19 tháng 12 năm 1987) là một cầu thủ bóng đá chuyên nghiệp người Pháp hiện đang thi đấu ở vị trí tiền đạo cắm cho câu lạc bộ Saudi Pro League Al-Ittihad. Nổi tiếng nhờ lối chơi giàu kỹ thuật, thể lực, nhãn quan chiến thuật tốt, sự đa năng trong lối chơi và khả năng dứt điểm chuẩn xác, Benzema được đánh giá là một trong những tiền đạo cắm xuất sắc nhất thế giới trong thế hệ của mình và là một trong những cầu thủ vĩ đại nhất mọi thời đại trong lịch sử bóng đá. Là cầu thủ ghi bàn nhiều thứ hai mọi thời đại của Real Madrid và là cầu thủ có nhiều kiến tạo nhất trong lịch sử đội bóng này, Benzema đã giành được 24 danh hiệu với Real Madrid, bao gồm bốn cúp La Liga, ba cúp Copa del Rey và năm cúp UEFA Champions League.
Sinh ra ở Lyon với cha mẹ là người Algérie, Benzema bắt đầu sự nghiệp của mình với câu lạc bộ quê hương Olympique Lyonnais vào năm 2005, đóng góp không thường xuyên vào ba chức vô địch Ligue 1. Năm 2008, anh được vinh danh là Cầu thủ của năm của giải đấu và trong Đội hình của năm đã kết thúc với tư cách là tay săn bàn hàng đầu của giải đấu và giành chức vô địch giải đấu thứ tư và chức vô địch đầu tiên Coupe de France. Năm 2009, Benzema là chủ đề của kỷ lục Pháp lúc bấy giờ về chuyển nhượng bóng đá khi anh gia nhập Real Madrid trong một hợp đồng trị giá 35 triệu euro. Sau khi vật lộn để khẳng định bản thân trong mùa giải đầu tiên, anh cuối cùng đã đạt được tỷ lệ ghi bàn ổn định với câu lạc bộ, đặc biệt là khi trở thành một phần của bộ ba được đánh giá cao cùng với Cristiano Ronaldo và Gareth Bale — được mệnh danh là BBC – người không thể thiếu trong bốn lần vô địch Champions League từ 2014 đến 2018.
Sau sự ra đi của Ronaldo vào năm 2018, Benzema chuyển từ vị trí số 9 ảo thành một tiền đạo cắm. Anh có tên trong Đội hình xuất sắc nhất mùa giải của La Liga trong bốn năm liên tiếp từ 2018 đến 2022, giành được Cầu thủ xuất sắc nhất La Liga hai lần và Pichichi Trophy lần đầu tiên vào năm 2022. Benzema kết thúc mùa giải của mình đầy thành công với tư cách là vua phá lưới của UEFA Champions League khi anh giành được danh hiệu thứ năm vào năm 2022, và sau đó làm đội trưởng chính trong mùa giải cuối cùng của mình trước khi chuyển sang thi đấu cho Al-Ittihad.
Trong màu áo đội tuyển Pháp, Benzema đã giành Giải vô địch U17 châu Âu năm 2004 và có trận ra mắt cấp cao cho Pháp vào năm 2007, ở tuổi 19. Anh ấy đã có 97 lần khoác áo, bao gồm cả việc ghi bàn trong ba trận và xuất hiện trong bốn giải đấu lớn, và được xếp hạng cao thứ sáu của Pháp tay săn bàn hàng đầu mọi thời đại. Benzema đã gây tranh cãi khi bị loại khỏi đội hình tham dự Giải vô địch bóng đá thế giới 2010 và không thi đấu cho Pháp trong hơn 5 năm sau khi dính líu đến một vụ bê bối tống tiền vào năm 2015; sau đó anh đã trở lại đội trước khi tuyên bố giã từ sự nghiệp thi đấu quốc tế vào tháng 12 năm 2022.
Trong suốt sự nghiệp của mình, Benzema đã được tạp chí France Football bầu chọn là Cầu thủ Pháp xuất sắc nhất năm trong bốn lần. Với những màn trình diễn xuất sắc của mình vào các năm 2021 và 2022, Benzema đã được trao giải Cầu thủ xuất sắc nhất năm của UEFA và Quả bóng vàng, trở thành cầu thủ người Pháp thứ năm giành được danh hiệu cao quý này, đồng thời còn giúp anh là cầu thủ lớn tuổi thứ hai giành được giải thưởng này sau Stanley Matthews, ở tuổi 34 và 302 ngày.

## Sự nghiệp câu lạc bộ

### Olympique Lyonnais
Benzema trưởng thành từ lò đào tạo của câu lạc bộ Olympique Lyonnais. Anh bắt đầu thi đấu chuyên nghiệp trong màu áo câu lạc bộ Olympique Lyonnais từ mùa giải 2004-05. Nhưng mùa giải đầu tiên chỉ là một sự thất vọng với Benzema khi anh không ghi được bàn thắng nào và thường xuyên phải ngồi ghế dự bị. Phải đến mùa giải 2006-07, Karim Benzema mới có mặt trong đội hình chính thức. Mùa giải 2007-08, anh ghi được 19 bàn ở Ligue I và lập 1 cú đúp vào lưới Glasgow Rangers cũng như 1 bàn vào lưới Manchester United tại UEFA Champions League. Kết thúc mùa giải 2007-08, anh được bầu chọn là cầu thủ xuất sắc nhất giải Ligue I. Xếp tiếp theo là tuyển thủ Senegal của Marseille, Mamadou Niang, tiền vệ của Lyon, Jérémy Toulalan và tiền vệ người Brasil, Wendel (Girondins de Bordeaux).
Do thành tích thi đấu như trên mà Benzema được nhiều câu lạc bộ nổi tiếng theo đuổi như Barcelona, Manchester United. Tuy nhiên, ngày 13 tháng 3 năm 2008, Benzema đã ký bản hợp đồng mới với Lyonnais theo đó anh sẽ thi đấu cho câu lạc bộ này đến năm 2013. Sau khi hợp đồng được ký kết, Benzema trở thành một trong những cầu thủ được trả lương cao nhất tại Pháp.
Karim Benzema đã khởi đầu mùa giải 2008-09 rất thành công khi lập cú đúp vào lưới Toulouse trong trận đầu tiên của Lyon tại Ligue 1 mùa giải 2008–09. Nửa đầu mùa giải league 1, anh đã ghi được 10 bàn. Bàn thắng của anh vào lưới Caen trong chiến thắng 3–1 cuối mùa giải đã nâng tổng số bàn thắng cả mùa của anh lên con số 17, đưa anh lên vị trí thứ 2 trong các tay săn bàn xuất sắc nhất Ligue 1. Tuy nhiên vào cuối mùa giải, Lyon của Benzema chỉ xếp thứ 3 chung cuộc và mất cơ hội giành chức vô địch Ligue 1 lần thứ 8 liên tiếp.
Tại UEFA Champions League 2008–09, Karim Benzema đã đóng góp cho Lyon 5 bàn thắng trong các trận đấu gặp Steaua Bucureşti (2 bàn), Fiorentina (2 bàn), và 1 bàn vào lưới Bayern Munich.
Trước khi đến với câu lạc bộ Hoàng gia Tây Ban Nha Real Madrid, Benzema đã thi đấu cho Lyon trong 112 trận và ghi được 43 bàn thắng.năm 2013. Anh từng bị buộc tội cưỡng hiếp một cô người mẫu và suýt bị ngồi tù cùng Franck Ribéry

### Real Madrid
Mùa giải 2009/10:
Tháng 7 năm 2009, Real Madrid đã tạo ra một cú sốc trên thị trường chuyển nhượng khi chính thức có được Benzema ngay trước mặt Manchester United với bản hợp đồng trị giá 35 triệu Euro (có thể tăng lên 41 triệu Euro phụ thuộc vào thành tích và mức độ đóng góp). với mức giá 40 triệu Euro. Benzema là bản hợp đồng thứ tư của Real Madrid trong mùa hè 2009, sau Raul Albiol, Kaka, Cristiano Ronaldo.
Sau đó vào ngày 10 tháng 7, trước sự chứng kiến của gần 20.000 cổ động viên thành Madrid, Karim Benzema đã chính thức có màn ra mắt tại sân Bernabéu. Tuy nhiên, khác với màn ra mắt của Kaká, Raúl Albiol và Cristiano Ronaldo, Benzema lại chưa nhận số áo chính thức vì anh đã khước từ chiếc áo số 19 của Klaas-Jan Huntelaar và đang chờ đợi đội bóng cấp cho anh chiếc áo số 10 ưa thích, khi đó đang thuộc sở hữu của Wesley Sneijder.
Benzema có trận đấu đầu tiên cho Real Madrid vào ngày 20 tháng 7 trong trận giao hữu đầu mùa bóng với câu lạc bộ Ireland Shamrock Rovers tại Dublin. Anh cũng chính là cầu thủ ghi bàn thắng duy nhất của trận đấu ở phút thứ 87. Ngày 24 tháng 8, Benzema đã đóng góp 2 bàn thắng trong chiến thắng 4–0 của Real trước câu lạc bộ Na Uy Rosenborg qua đó đoạt danh hiệu truyền thống Cúp Santiago Bernabeu. Tổng cộng trong các trận giao hữu đầu mùa, Benzema đã có 5 bàn thắng, đứng đầu danh sách ghi bàn cùng với Raúl.
Benzema có trận đấu đầu tiên tại La Liga vào ngày 29 tháng 8 với Deportivo de La Coruña. Anh có bàn thắng chính thức đầu tiên vào ngày 20 tháng 9 với pha lập công nâng tỉ số lên 4-0 trong chiến thắng 5-0 trước Xerez.  Sau khi bỏ lỡ trận đấu giữa tuần với Villarreal, gặp Tenerife vào cuối tuần, Benzema đã ghi cú đúp đầu tiên cho Madrid trong chiến thắng 3–0 trên sân nhà. Anh ấy đã có trận ra mắt Champions League cho câu lạc bộ vào ngày 30 tháng 9 trong trận đấu ở vòng bảng với Marseille. Sau khi không ghi được bàn thắng nào vào tháng 10, trong trận đấu đầu tiên của đội vào tháng 11 với câu lạc bộ Ý Milan tại Champions League, Benzema đã ghi bàn mở tỷ số giúp Madrid dẫn trước 1–0. Bàn thắng của anh ấy sau đó đã bị hủy bỏ bởi một quả phạt đền của Ronaldinho.
Mùa giải 2010/11:
Trước mùa giải 2010–11, Benzema chuyển sang khoác áo số 9 ở Real Madrid dưới sự dẫn dắt của tân huấn luyện viên José Mourinho. Tiền đạo này ngay lập tức lôi kéo sự giận dữ của Mourinho, người đã tuyên bố với các phóng viên trong một buổi truyền thông trước mùa giải rằng "Benzema phải hiểu rằng anh ấy cực kỳ tài năng, nhưng  điều đó là chưa đủ", đồng thời tuyên bố rằng "Madrid cần một tiền đạo biết toả sáng ". Cảm xúc của Mourinho sau đó đã được lặp lại bởi huấn luyện viên đội tuyển quốc gia Pháp Laurent Blanc, người thừa nhận rằng Benzema "chưa quen với áp lực". Blanc cũng nói rằng tiền đạo này cần phải giảm cân để phát huy hết khả năng của mình.
Mùa giải 2011/12:
Trước khi bắt đầu mùa giải 2011–12, Benzema, theo lời khuyên của những người tiền bối đồng hương Laurent Blanc và Zinédine Zidane, đã đến Merano, Ý, để tham gia một phòng khám hiệu suất cao, nơi anh đã trải qua điều trị để giảm cân. Việc điều trị tại phòng khám cuối cùng đã thành công sau khi tiền đạo này đến trước mùa giải nhẹ hơn 8 kg (18 lb). Trong thời gian ở phòng khám, Benzema cũng đã trải qua quá trình rèn luyện thể chất để tăng cơ bắp. Tiền đạo này đã gây ấn tượng trong giai đoạn trước mùa giải khi ghi được tám bàn thắng sau bảy trận đấu. Những màn trình diễn của anh trong giai đoạn trước mùa giải dẫn đến việc Mourinho lựa chọn anh là trung phong số 1 cho mùa giải. Mourinho sau đó tiếp tục ghi nhận sự thay đổi của Benzema, và đánh giá cao tiền đạo này.
Trong trận lượt về Siêu cúp Tây Ban Nha với Barcelona, và khi Madrid bị dẫn trước với tổng tỷ số 4–3 vào cuối trận, Benzema đã ghi bàn thắng gỡ hòa  4–4. Tuy nhiên, sáu phút sau, một pha lập công của Lionel Messi đã giúp Barcelona giành được siêu cúp.  Trong trận đấu thứ hai của đội trong mùa giải gặp Getafe, Benzema đã ghi một cú đúp trong chiến thắng 4–2. Sau khi không ghi bàn nào trong ba trận đấu liên tiếp, anh đã ghi bàn thắng thứ ba trong chiến dịch vào lưới Rayo Vallecano trong chiến thắng 4–2. Trong trận đấu tiếp theo của đội gặp AFC Ajax tại Champions League, Benzema đã ghi bàn thắng thứ ba cho Madrid trong chiến thắng 3–0 trên sân nhà. Trong trận đấu của mùa giải này tiếp theo của câu lạc bộ gặp Lyon, Benzema ghi bàn một lần nữa bằng bàn thắng mở tỷ số trong chiến thắng 4–0 trước Lyon.
Tháng 11 năm 2011, Benzema ghi được năm bàn thắng, ba ở giải Vô địch Quốc gia và hai ở châu Âu. Trong giải đấu, anh ấy đã ghi ba bàn thắng của mình trong các trận thắng Osasuna và Valencia , trong khi anh ấy ghi hai bàn thắng tại  Champions League trong chiến thắng 6–2 ở vòng bảng trước câu lạc bộ Croatia Dinamo Zagreb. Ngày 10 tháng 12 năm 2011, Benzema ghi bàn mở tỷ số trong trận thua 3-1 của Madrid trước Barcelona trong trận El Clásico. Bàn thắng được ghi chỉ sau 21 giây của trận đấu, là bàn thắng nhanh nhất từng được ghi trong một trận đấu giữa hai đối thủ.  Ba ngày sau bàn thắng kỷ lục của anh ấy, với màn trình diễn của anh ấy trong năm dương lịch 2011, Benzema được vinh danh là Cầu thủ xuất sắc nhất năm của Giải bóng đá Pháp, đánh bại hậu vệ Éric Abidal của Barcelona và thủ môn Hugo Lloris của Lyon.  Anh trở thành cầu thủ người Pháp thứ hai ở Tây Ban Nha giành được giải thưởng này, và cũng là cầu thủ Real Madrid thứ hai giành được giải thưởng này. Zidane là người đầu tiên đạt được cả hai danh hiệu này. Benzema bày tỏ lòng biết ơn khi giành được giải thưởng, nói rằng, "Thật là vinh hạnh khi giành được một danh hiệu cá nhân. Khi tôi nhìn thấy những người chiến thắng trước đó - Zidane, Henry và những cầu thủ lớn khác - khiến tôi tự hào khi góp mặt trong danh sách này."  Trong trận đấu tiếp theo của đội sau khi giành giải thưởng, trước Sevilla , Benzema đã kiến tạo hai bàn trong chiến thắng 6–2.
Benzema đã mở màn mùa giải 2012 với phong độ rất cao. Benzema ghi bàn vào lưới Málaga tại Copa del Rey trong mỗi trận lượt đi và về của vòng 16. Chiến thắng chung cuộc 4–2 đưa Real Madrid vào tứ kết, nơi câu lạc bộ đối đầu với Barcelona. Sau khi không thể ghi bàn trong trận lượt đi, kết thúc với tỷ số 2-1 nghiêng về Barça, trong trận lượt về vào ngày 25 tháng 1 năm 2012, Benzema ghi bàn thắng thứ ba trong mùa giải vào lưới Blaugrana, nhưng Madrid không thắng. thua tổng cộng 4–3. Ngày 29 tháng 4, Benzema đã có một màn trình diễn tuyệt vời khi ghi hai bàn và kiến tạo một bàn khác trong chiến thắng 3–0 trước Sevilla. Cú đúp thứ bảy của anh trong mùa giải và giúp Madrid kết thúc với chức vô địch La liga đầu tiên sau 4 năm.
2012–2016: Thành công liên tục ở châu lục.
Trước mùa giải 2013–14, Benzema trở thành một phần của bộ ba cùng với Cristiano Ronaldo và bản hợp đồng mới Gareth Bale - được gọi là BBC.  Benzema bắt đầu mùa giải bằng việc ghi bàn trong chiến thắng 2-1 trước Real Betis tại Santiago Bernabéu. Sau bốn trận đấu không ghi bàn (hai với Real Madrid và hai với Pháp), anh trở lại phong độ ghi bàn bằng cách ghi hai bàn trong chiến thắng 6–1 trên sân khách trước Galatasaray ở Champions League. Ngày 18 tháng 1 năm 2014, anh ghi bàn thắng thứ 100 cho Madrid trong chiến thắng 5–0 trước Real Betis. Ngày 23 tháng 3, Benzema ghi hai bàn thắng vào lưới đối thủ Barcelona trong trận El Clásico tại Bernabéu từ hai quả tạt của Ángel Di María, nâng tổng số bàn thắng của anh ở La Liga lên 17 bàn, mặc dù Barcelona đã thắng 4–3.
Benzema là một phần trong đội hình xuất phát của Real Madrid trong trận Chung kết Copa del Rey 2014 vào ngày 16 tháng 4 tại Sân vận động Mestalla, và kiến tạo cho Di María mở tỷ số trước khi Gareth Bale ghi bàn ấn định chiến thắng 2-1 cho Real Madrid. Một tuần sau, vào ngày 23 tháng 4, Benzema ghi bàn thắng duy nhất của trận đấu để giành chiến thắng 1–0 trước Bayern Munich trong trận bán kết lượt đi tại Champions League. Câu lạc bộ đã giành chiến thắng trong trận chung kết vào tháng Năm. Bộ ba tấn công của Real Madrid gồm Bale, Benzema và Cristiano, được mệnh danh là "BBC", kết thúc mùa giải với 97 bàn thắng.
2016–2018: 3 chức vô địch Châu Âu liên tiếp.
Ngày 15 tháng 2 năm 2017, trong trận lượt đi vòng 16 đội UEFA Champions League 2016–17 với Napoli, Benzema ghi bàn thắng đầu tiên cho Real Madrid trong chiến thắng chung cuộc 3–1 trên sân nhà, đó là bàn thắng thứ 51 của anh trong giải đấu này, vượt qua Thierry Henry trên danh sách các chân sút hàng đầu tại Champions League. Madrid vô địch La Liga  và UEFA Champions League mùa giải 2016-2017.
Ngày 1 tháng 5, Benzema ghi hai bàn trong trận hòa 2–2 trước Bayern Munich ở trận lượt về bán kết UEFA Champions League 2017–18, khi Real tiến vào trận chung kết với tổng tỷ số 4–3. Ngày 26 tháng 5, Benzema ghi bàn thắng đầu tiên trong trận Chung kết UEFA Champions League 2018 bằng cách cản phá cú ném của Loris Karius trong chiến thắng 3-1 trước Liverpool, khi Real Madrid giành chức vô địch Champions League thứ ba liên tiếp và thứ 13 trong lịch sử đội bóng này.
2018–2023: Chân sút số 1 ở đội bóng, chức vô địch Châu Âu thứ 5, Quả bóng Vàng đầu tiên và chia tay
Với việc Cristiano Ronaldo chuyển tới Juventus  vào tháng 7 năm 2018, Benzema đã trở thành chân sút ghi bàn hàng đầu của Real Madrid - ghi 30 bàn trên mọi đấu trường trong mùa giải 2018–19 và là cầu thủ ghi nhiều bàn nhất của câu lạc bộ trong mùa giải đó mặc dù Madrid trắng tay Phong độ của anh tăng lên đáng kể ở những mùa giải sau.
Ngày 16 tháng 7 năm 2020, cú đúp của Benzema vào lưới Villarreal đã đảm bảo chức vô địch La Liga thứ 34 của Real Madrid, sau chiến thắng 2-1 tại sân Di Stefano - trận thắng thứ 10 liên tiếp của họ sau thời hạn tạm hoãn vì đại dịch COVID-19. Ngày 7 tháng 8, Benzema ghi bàn thắng duy nhất cho Madrid tại Etihad khi họ bị loại khỏi Champions League trước Manchester City (tổng cộng 2-4) đã kết thúc mùa giải năm đó. Benzema kết thúc với tư cách là Vua phá lưới của câu lạc bộ với 27 bàn thắng trên mọi trận đấu.
Ngày 30 tháng 4 năm 2022, anh giúp Real giành chức vô địch Tây Ban Nha lần thứ 35 với bàn thắng trong chiến thắng 4–0 trước Espanyol tại Bernabéu. Ngày 4 tháng 5, anh ghi bàn thắng quyết định từ chấm phạt đền trong hiệp phụ trong trận lượt về với Manchester City, và giúp Real Madrid lọt vào trận chung kết Cúp C1 châu Âu lần thứ 17. Vào cuối mùa giải La Liga 2021–22, Benzema đã giành được  Pichichi đầu tiên với 27 bàn thắng sau 32 trận đấu. Ngày 28 tháng 5, anh giành chức vô địch Champions League thứ năm sau chiến thắng 1–0 trước Liverpool trong trận chung kết, và kết thúc giải đấu với tư cách vua phá lưới với tổng cộng 15 bàn thắng. Ngày 31 tháng 5, Benzema được vinh danh là cầu thủ xuất sắc nhất Champions League. Ngày 17 tháng 10 cùng năm, với những số phiếu cao tuyệt đối, Benzema có được Quả bóng Vàng đầu tiên trong sự nghiệp của mình, trở thành cầu thủ thứ hai có độ tuổi hơn 30 giành được danh hiệu này, sau Stanley Matthews. Ngày 4 tháng 6 năm 2023, Benzema chính thức nói lời chia tay câu lạc bộ Real Madrid trong trận cuối cùng của La Liga gặp Athletic Bilbao, trận mà anh đã ghi bàn thắng gỡ hòa cho đội. Luka Modric là người vào sân thay anh ở phút thứ 74.

### Al-Ittihad
Ngày 6 tháng 6 năm 2023, Benzema đã ký hợp đồng ba năm để thi đấu cho câu lạc bộ Al-Ittihad ở giải Saudi Pro League.

## Sự nghiệp đội tuyển quốc gia
Năm 2004, Benzema cùng đội tuyển U-17 Pháp giành cúp vô địch giải U-17 châu Âu. Đến năm 2006, lần đầu tiên Benzema được huấn luyện viên trưởng Raymond Domenech triệu tập vào đội tuyển bóng đá quốc gia Pháp, năm anh mới 18 tuổi. Trong trận đầu tiên thi đấu cho đội tuyển vào tháng 3 năm 2007, Benzema đã ghi bàn thắng duy nhất của trận đấu vào lưới đội tuyển Áo chỉ sau 8 phút được vào sân. Bàn thắng thứ hai của anh đến trong trận Pháp thắng quần đảo Faroe 6-0.
Euro 2008 là cơ hội để tiền đạo này toả sáng khi anh được huấn luyện viên Raymond Domenech đưa vào đội hình chính thức. Trận đầu tiên gặp Romania, Benzema đá cặp với Nicolas Anelka nhưng cả hai đều chơi rất cá nhân chứ không chịu phối hợp với nhau nên đều bị thay ra trong hiệp 2. Đến trận gặp đội tuyển Ý anh lại được ra sân ngay từ đầu nhưng vẫn không tìm được bàn thắng và Benzema rời Euro 2008 khi không ghi được bàn nào. Ngày 13 tháng 5 năm 2010, Benzema đã không có tên trong danh sách sơ bộ 30 cầu thủ Pháp tham dự World Cup 2010 do mất phong độ và bất đồng với Domenech.

## Thống kê sự nghiệp

### Câu lạc bộ
Tính đến 31 tháng 10 năm 2023
| Câu lạc bộ     | Mùa giải       | Giải đấu         | Giải đấu | Giải đấu | Cúp quốc gia | Cúp quốc gia | Cúp liên đoàn | Cúp liên đoàn | Châu lục | Châu lục | Khác | Khác | Tổng | Tổng |
| Câu lạc bộ     | Mùa giải       | Hạng             | Trận     | Bàn      | Trận         | Bàn          | Trận          | Bàn           | Trận     | Bàn      | Trận | Bàn  | Trận | Bàn  |
| -------------- | -------------- | ---------------- | -------- | -------- | ------------ | ------------ | ------------- | ------------- | -------- | -------- | ---- | ---- | ---- | ---- |
| Lyon II        | 2004–05        | CFA              | 11       | 10       | —            | —            | —             | —             | —        | —        | —    | —    | 11   | 10   |
| Lyon II        | 2005–06        | CFA              | 9        | 5        | —            | —            | —             | —             | —        | —        | —    | —    | 9    | 5    |
| Lyon II        | Total          | Total            | 20       | 15       | —            | —            | —             | —             | —        | —        | —    | —    | 20   | 15   |
| Lyon           | 2004–05        | Ligue 1          | 6        | 0        | 0            | 0            | 0             | 0             | 0        | 0        | —    | —    | 6    | 0    |
| Lyon           | 2005–06        | Ligue 1          | 13       | 1        | 2            | 2            | 0             | 0             | 1        | 1        | —    | —    | 16   | 4    |
| Lyon           | 2006–07        | Ligue 1          | 21       | 5        | 1            | 0            | 1             | 0             | 3        | 2        | 1    | 1    | 27   | 8    |
| Lyon           | 2007–08        | Ligue 1          | 36       | 20       | 6            | 6            | 2             | 1             | 7        | 4        | 1    | 0    | 52   | 31   |
| Lyon           | 2008–09        | Ligue 1          | 36       | 17       | 2            | 1            | 0             | 0             | 8        | 5        | 1    | 0    | 47   | 23   |
| Lyon           | Tổng           | Tổng             | 112      | 43       | 11           | 9            | 3             | 1             | 19       | 12       | 3    | 1    | 148  | 66   |
| Real Madrid    | 2009–10        | La Liga          | 27       | 8        | 1            | 0            | —             | —             | 5        | 1        | —    | —    | 33   | 9    |
| Real Madrid    | 2010–11        | La Liga          | 33       | 15       | 7            | 5            | —             | —             | 8        | 6        | —    | —    | 48   | 26   |
| Real Madrid    | 2011–12        | La Liga          | 34       | 21       | 5            | 3            | —             | —             | 11       | 7        | 2    | 1    | 52   | 32   |
| Real Madrid    | 2012–13        | La Liga          | 30       | 11       | 8            | 4            | —             | —             | 10       | 5        | 2    | 0    | 50   | 20   |
| Real Madrid    | 2013–14        | La Liga          | 35       | 17       | 6            | 2            | —             | —             | 11       | 5        | —    | —    | 52   | 24   |
| Real Madrid    | 2014–15        | La Liga          | 29       | 15       | 3            | 0            | —             | —             | 9        | 6        | 5    | 1    | 46   | 22   |
| Real Madrid    | 2015–16        | La Liga          | 27       | 24       | 0            | 0            | —             | —             | 9        | 4        | —    | —    | 36   | 28   |
| Real Madrid    | 2016–17        | La Liga          | 29       | 11       | 3            | 1            | —             | —             | 13       | 5        | 3    | 2    | 48   | 19   |
| Real Madrid    | 2017–18        | La Liga          | 32       | 5        | 1            | 1            | —             | —             | 9        | 5        | 5    | 1    | 47   | 12   |
| Real Madrid    | 2018–19        | La Liga          | 36       | 21       | 6            | 4            | —             | —             | 8        | 4        | 3    | 1    | 53   | 30   |
| Real Madrid    | 2019–20        | La Liga          | 37       | 21       | 3            | 1            | —             | —             | 8        | 5        | 0    | 0    | 48   | 27   |
| Real Madrid    | 2020–21        | La Liga          | 34       | 23       | 1            | 0            | —             | —             | 10       | 6        | 1    | 1    | 46   | 30   |
| Real Madrid    | 2021–22        | La Liga          | 32       | 27       | 0            | 0            | —             | —             | 12       | 15       | 2    | 2    | 46   | 44   |
| Real Madrid    | 2022–23        | La Liga          | 24       | 19       | 5            | 4            | —             | —             | 10       | 4        | 4    | 4    | 43   | 31   |
| Real Madrid    | Tổng           | Tổng             | 439      | 238      | 49           | 25           | —             | —             | 133      | 78       | 27   | 13   | 648  | 354  |
| Al-Ittihad     | 2023–24        | Saudi Pro League | 9        | 5        | 1            | 1            | —             | —             | 0        | 0        | 4    | 3    | 14   | 9    |
| Tổng sự nghiệp | Tổng sự nghiệp | Tổng sự nghiệp   | 580      | 301      | 61           | 35           | 3             | 1             | 152      | 90       | 34   | 17   | 830  | 444  |

1. ↑  bao gồm Coupe de France, Copa Del Ray
2. ↑  bao gồm Coupe de la Ligue
3. 1 2 3 4 5 6 7 8 9 10 11 12 13 14 15 16 17 18  Ra sân ở UEFA Champions League
4. 1 2 3  Ra sân ở Trophée des Champions
5. 1 2 3 4  Ra sân ở Supercopa de España
6. ↑  Một lần ra sân ở UEFA Super Cup, 2 lần ra sân ở Supercopa de España, hai lần ra sân và một bàn thắng ở FIFA Club World Cup
7. ↑  một lần ra sân ở UEFA Super Cup, hai lần ra sân và một bàn thắng ở FIFA Club World Cup
8. ↑  Một lần ra sân ở UEFA Super Cup, hai lần ra sân và một bàn thắng ở Supercopa de España và hai lần ra sân ở FIFA Club World Cup
9. ↑  One appearance and one goal in UEFA Super Cup, two appearances in FIFA Club World Cup
10. ↑  Hai lần ra sân và một bàn thắng ở Supercopa de España, một lần ra sân và một bàn thắng ở UEFA Super Cup, một lần ra sân và một bàn ở FIFA Club World Cup
11. ↑  Ra sân ở Cúp vô địch các câu lạc bộ Ả Rập

### Quốc tế
Tính đến ngày 16 tháng 11 năm 2021
| Đội tuyển quốc gia | Năm       | Trận | Bàn |
| ------------------ | --------- | ---- | --- |
| Pháp               | 2007      | 8    | 3   |
| Pháp               | 2008      | 11   | 2   |
| Pháp               | 2009      | 8    | 3   |
| Pháp               | 2010      | 5    | 3   |
| Pháp               | 2011      | 10   | 2   |
| Pháp               | 2012      | 12   | 2   |
| Pháp               | 2013      | 10   | 3   |
| Pháp               | 2014      | 13   | 7   |
| Pháp               | 2015      | 4    | 2   |
| Pháp               | 2016      | 0    | 0   |
| Pháp               | 2017      | 0    | 0   |
| Pháp               | 2018      | 0    | 0   |
| Pháp               | 2019      | 0    | 0   |
| Pháp               | 2020      | 0    | 0   |
| Pháp               | 2021      | 13   | 9   |
| Pháp               | 2022      | 3    | 1   |
| Tổng cộng          | Tổng cộng | 97   | 37  |

### Bàn thắng quốc tế
| #  | Ngày                 | Địa điểm                                            | Đối thủ              | Bàn thắng | Kết quả      | Giải đấu                                 |
| -- | -------------------- | --------------------------------------------------- | -------------------- | --------- | ------------ | ---------------------------------------- |
| 1  | 28 tháng 3 năm 2007  | Stade de France, Saint-Denis, Pháp                  | Áo                   | 1–0       | 1–0          | Giao hữu                                 |
| 2  | 13 tháng 10 năm 2007 | Tórsvøllur, Tórshavn, Quần đảo Faroe                | Quần đảo Faroe       | 3–0       | 6–0          | Vòng loại Euro 2008                      |
| 3  | 13 tháng 10 năm 2007 | Tórsvøllur, Tórshavn, Quần đảo Faroe                | Quần đảo Faroe       | 5–0       | 6–0          | Vòng loại Euro 2008                      |
| 4  | 20 tháng 8 năm 2008  | Ullevi, Göteborg, Thụy Điển                         | Thụy Điển            | 1–1       | 3–2          | Giao hữu                                 |
| 5  | 14 tháng 10 năm 2008 | Stade de France, Saint-Denis, Pháp                  | Tunisia              | 3–1       | 3–1          | Giao hữu                                 |
| 6  | 5 tháng 6 năm 2009   | Sân vận động Gerland, Lyon, Pháp                    | Thổ Nhĩ Kỳ           | 1–0       | 1–0          | Giao hữu                                 |
| 7  | 10 tháng 10 năm 2009 | Sân vận động Roudourou, Guingamp, Pháp              | Quần đảo Faroe       | 5–0       | 5–0          | Vòng loại World Cup 2010                 |
| 8  | 14 tháng 10 năm 2009 | Stade de France, Saint-Denis, Pháp                  | Áo                   | 1–0       | 3–1          | Vòng loại World Cup 2010                 |
| 9  | 7 tháng 9 năm 2010   | Sân vận động Koševo, Sarajevo, Bosna và Hercegovina | Bosna và Hercegovina | 1–0       | 2–0          | Vòng loại Euro 2012                      |
| 10 | 12 tháng 10 năm 2010 | Sân vận động Saint-Symphorien, Metz, Pháp           | Luxembourg           | 1–0       | 2–0          | Vòng loại Euro 2012                      |
| 11 | 17 tháng 11 năm 2010 | Sân vận động Wembley, Luân Đôn, Anh                 | Anh                  | 1–0       | 2–1          | Giao hữu                                 |
| 12 | 9 tháng 2 năm 2011   | Stade de France, Saint-Denis, Pháp                  | Brasil               | 1–0       | 1–0          | Giao hữu                                 |
| 13 | 2 tháng 9 năm 2011   | Sân vận động Qemal Stafa, Tirana, Albania           | Albania              | 1–0       | 2–1          | Vòng loại Euro 2012                      |
| 14 | 5 tháng 6 năm 2012   | MMArena, Le Mans, Pháp                              | Estonia              | 2–0       | 4–0          | Giao hữu                                 |
| 15 | 5 tháng 6 năm 2012   | MMArena, Le Mans, Pháp                              | Estonia              | 3–0       | 4–0          | Giao hữu                                 |
| 16 | 11 tháng 10 năm 2013 | Sân vận động Công viên các Hoàng tử, Paris, Pháp    | Úc                   | 6–0       | 6–0          | Giao hữu                                 |
| 17 | 15 tháng 10 năm 2013 | Stade de France, Saint-Denis, Pháp                  | Phần Lan             | 3–0       | 3–0          | Vòng loại World Cup 2014                 |
| 18 | 19 tháng 11 năm 2013 | Stade de France, Saint-Denis, Pháp                  | Ukraina              | 2–0       | 3–0          | Vòng loại play-off World Cup 2014        |
| 19 | 5 tháng 3 năm 2014   | Stade de France, Saint-Denis, Pháp                  | Hà Lan               | 1–0       | 2–0          | Giao hữu                                 |
| 20 | 8 tháng 6 năm 2014   | Sân vận động Pierre-Mauroy, Villeneuve-d'Ascq, Pháp | Jamaica              | 3–0       | 8–0          | Giao hữu                                 |
| 21 | 8 tháng 6 năm 2014   | Sân vận động Pierre-Mauroy, Villeneuve-d'Ascq, Pháp | Jamaica              | 5–0       | 8–0          | Giao hữu                                 |
| 22 | 15 tháng 6 năm 2014  | Sân vận động Beira-Rio, Porto Alegre, Brasil        | Honduras             | 1–0       | 3–0          | World Cup 2014                           |
| 23 | 15 tháng 6 năm 2014  | Sân vận động Beira-Rio, Porto Alegre, Brasil        | Honduras             | 3–0       | 3–0          | World Cup 2014                           |
| 24 | 20 tháng 6 năm 2014  | Itaipava Arena Fonte Nova, Salvador, Brasil         | Thụy Sĩ              | 4–0       | 5–2          | World Cup 2014                           |
| 25 | 11 tháng 10 năm 2014 | Stade de France, Saint-Denis, Pháp                  | Bồ Đào Nha           | 1–0       | 2–1          | Giao hữu                                 |
| 26 | 8 tháng 10 năm 2015  | Allianz Riviera, Nice, Pháp                         | Armenia              | 3–0       | 4–0          | Giao hữu                                 |
| 27 | 8 tháng 10 năm 2015  | Allianz Riviera, Nice, Pháp                         | Armenia              | 4–0       | 4–0          | Giao hữu                                 |
| 28 | 23 tháng 6 năm 2021  | Puskás Aréna, Budapest, Hungary                     | Bồ Đào Nha           | 1–1       | 2–2          | Euro 2020                                |
| 29 | 23 tháng 6 năm 2021  | Puskás Aréna, Budapest, Hungary                     | Bồ Đào Nha           | 2–1       | 2–2          | Euro 2020                                |
| 30 | 28 tháng 6 năm 2021  | Arena Națională, Bucharest, România                 | Thụy Sĩ              | 1–1       | 3–3 (s.h.p.) | Euro 2020                                |
| 31 | 28 tháng 6 năm 2021  | Arena Națională, Bucharest, România                 | Thụy Sĩ              | 2–1       | 3–3 (s.h.p.) | Euro 2020                                |
| 32 | 7 tháng 10 năm 2021  | Sân vận động Juventus, Torino, Ý                    | Bỉ                   | 1–2       | 3–2          | Vòng chung kết UEFA Nations League 2021  |
| 33 | 10 tháng 10 năm 2021 | San Siro, Milano, Ý                                 | Tây Ban Nha          | 1–1       | 2–1          | Chung kết UEFA Nations League 2021       |
| 34 | 13 tháng 11 năm 2021 | Sân vận động Công viên các Hoàng tử, Paris, Pháp    | Kazakhstan           | 4–0       | 8–0          | Vòng loại World Cup 2022                 |
| 35 | 13 tháng 11 năm 2021 | Sân vận động Công viên các Hoàng tử, Paris, Pháp    | Kazakhstan           | 5–0       | 8–0          | Vòng loại World Cup 2022                 |
| 36 | 16 tháng 11 năm 2021 | Sân vận động Olympic Helsinki, Helsinki, Phần Lan   | Phần Lan             | 1–0       | 2–0          | Vòng loại World Cup 2022                 |
| 37 | 3 tháng 6 năm 2022   | Stade de France, Saint-Denis, Pháp                  | Đan Mạch             | 1–0       | 1-2          | UEFA Nations League 2022–23 (hạng đấu A) |

## Danh hiệu
Lyon
- Ligue 1: 2004–05, 2005–06, 2006–07, 2007–08
- Coupe de France: 2007–08
- Trophée des Champions: 2006, 2007

Real Madrid
- La Liga: 2011–12, 2016–17, 2019–20, 2021–22
- Copa del Rey: 2010–11, 2013–14, 2022–23
- Supercopa de España: 2012, 2017, 2019–20, 2021–22
- UEFA Champions League: 2013–14, 2015–16, 2016–17, 2017–18, 2021–22
- UEFA Super Cup: 2014, 2016, 2017, 2022
- FIFA Club World Cup: 2014, 2016, 2017, 2018, 2022

U17 Pháp
- UEFA European Under-17 Championship: 2004[82]

Pháp
- UEFA Nations League: 2020–21[83]
- FIFA World Cup á quân: 2022[84]

### Cá nhân
- Giải thưởng Bravo: 2008[85]
- Cầu thủ bóng đá Pháp của năm: 2011, 2012, 2014, 2021
- Ballon d'Or: 2022[86]
- Cầu thủ nam xuất sắc năm của UEFA: 2021-22[87].
- Giải thưởng Golden Man Player: 2022[88]
- Onze d'Or: 2020–21,[89] 2021–22[90]
- Cầu thủ xuất sắc nhất năm UEFA Champions League: UEFA Champions League 2021–22#Cầu thủ xuất sắc nhất mùa giải:2021-22[91]
- Vua phá lưới UEFA Champions League: 2021-22[92]
- Đội hình 11 cầu thủ xuất sắc năm của FIFPRO: 2022[93].
- Cầu thủ xuất sắc nhất mùa giải La Liga: 2019–20, 2021–22
- Pichichi (danh hiệu): 2021-22[67]
- Vua kiến tạo UEFA Champions League:2011–12[94].
- Đội hình xuất sắc nhất mùa giải UEFA Champions League : 2020–21,[95] 2021–22[96].
- Đội hình xuất sắc của IFFHS: 2022[97].
- Cầu thủ nam xuất sắc nhất năm củaGlobe Soccer : 2022[98]
- Đội hình xuất sắc nhất mùa giải La Liga : 2018–19, 2019–20, 2020–21, 2021–22  ,[99] 2022–23[100].
- Đội hình La Liga xuất sắc năm của UEFA : 2019–20[101]
- Vua phá lưới Ligue 1: 2007-08[102]
- Cầu thủ xuất sắc nhất tháng La Liga: tháng 10 năm 2014,[103] tháng 6 năm 2020,[104] tháng 3 năm 2021,[105] tháng 9 năm 2021,[106] tháng 4 năm 2022[107]
- Vua phá lưới Coupe de France:2007-08[108].
- UNFP Best French Player Playing Abroad: 2019,[109] 2021,[110] 2022,[111] 2023[112]
- Đội hình xuất sắc của ESM: 2020-21, 2021-22.
- Đội hình xuất sắc nhất năm của L'Équipe: 2020,[113] 2021,[114] 2022[115]
- Chiếc giày đồng UEFA Euro 2020[116].
- Chiếc giày đồng Chung kết UEFA Nations League 2021.[117]
- Bàn thắng đẹp nhất chung kết UEFA Nations League: 2021[117]